# Bram Van den Dries
Bram Van den Dries (Leuven, 14 augustus 1989) is een Belgisch volleyballer die als opposite speelt.

## Levensloop
Van den Dries begon op zesjarige leeftijd te volleyballen bij Wezo Westerlo. In 1999 maakte hij de overstap naar Mendo Booischot. Na zijn studies aan deTopsportschool Vilvoorde ging hij opnieuw aan de slag bij Booischot en vervolgens bij Topvolley Precura Antwerpen. Bij deze club bleef hij twee seizoenen actief.
In seizoen 2009-10 trok hij naar de Italiaanse Serie A1, alwaar hij uitkwam voor Top Volley Latina en vervolgens UV San Giustino. In het seizoen 2011-12 droeg hij het shirt van Volley Segrate in de Serie A2, maar reeds het daarop volgende seizoen keerde Van den Dries terug naar UV San Giustino.
Daarna speelde hij achtereenvolgens voor het Franse Beauvais Oise UC, Turkse Maliye Milli Piyango, het Poolse Indykpol AZS Olsztyn en het Franse Spacer's Toulouse Volley om vanaf 2017 uit te komen voor het Zuid-Koreaanse Ansan OK Savings Bank Rush & Cash. In het midden van het seizoen keerde hij evenwel terug naar Toulouse. Vervolgens verdedigde hij de kleuren van Rennes Volley 35.
Het daaropvolgende seizoen keerde Van den Dries terug naar Zuid-Korea, alwaar hij aan de slag was bij Uijeongbu KB Insurance Stars. Halfweg het seizoen keerde hij evenwel wederom terug naar Europa en maakte hij het seizoen af bij PAOK Saloniki Volley. Na een passage bij Panathinaikos Athene komt hij sinds 2022 opnieuw uit voor PAOK Saloniki.
Daarnaast was hij actief bij het Belgisch volleybalteam. Hij debuteerde in 2006 bij de Red Dragons en in 2007 won hij met het nationale juniorenteam de bronzen medaille op het Europees kampioenschap. Met de nationale equipe won hij de gouden medaille op de Europese volleyballeague van 2013 en werd hij er verkozen als MVP.